# براد سيلرز
براد سيلرز (بالإنجليزية: Brad Sellers)‏ مواليد 17 ديسمبر 1962 في وارنسفيل هايتس، هو لاعب كرة سلة أمريكي سابق. بدأ مسيرته الاحترافية في سنة 1986. تم اختياره من قبل فريق شيكاغو بولز خلال الدرافت. يبلغ طوله 7 قدم 0 بوصة (2.1 م). اعتزل اللعب في 1999.

## المسيرة الاحترافية
لعب مع شيكاغو بولز من سنة 1986 إلى 1989، ثم لعب مع سياتل سوبرسونيكس في موسم 1989–1990، ثم لعب مع مينيسوتا تمبر ولفز في سنة 1990، ثم لعب مع ديترويت بيستونز في موسم 1991–1992، ثم لعب مع مينيسوتا تمبر ولفز في موسم 1992–1993، ثم لعب مع خيخون لكرة السلة في سنة 1995، ثم لعب مع مونبلييه في موسم 1996–1997.

## روابط خارجية
- براد سيلرز على موقع إن بي أي (الإنجليزية)
- براد سيلرز على موقع سبورتس رفرنس (الإنجليزية)
- براد سيلرز على موقع الدوري الإسباني لكرة السلة (الإسبانية)
- براد سيلرز على موقع كرة السلة الأوروبية.كوم (الإنجليزية)
- براد سيلرز على موقع كلية كرة السلة في سبورتس رفرنس.كوم (الإنجليزية)
- براد سيلرز على موقع ريلجم (الإنجليزية)
- براد سيلرز على موقع بروبوليرز (الإنجليزية)